# Tristi tropici
(Incipit di Tristi tropici)
Tristi tropici (titolo originale Tristes tropiques) è un saggio dell'antropologo francese Claude Lévi-Strauss, edito in originale nel 1955 e pubblicato in Italia da il Saggiatore nel 1960. Narra le esperienze scientifiche e culturali dell'autore durante la permanenza in Brasile (durante la quale effettuò una serie di spedizioni di ricerca etnografica tra alcune tribù nelle zone meno conosciute del paese) e le riflessioni personali tratte da queste osservazioni.

## Contenuto
Il libro raccoglie le memorie del celebre antropologo sul periodo trascorso in America del Sud, durante il quale ebbe l'opportunità di assumere la docenza della cattedra di sociologia presso l'università di San Paolo in Brasile, nell'ambito di uno scambio culturale tra paesi. Anni in cui gli spostamenti transoceanici non permettevano altra scelta che il piroscafo, oltretutto poco affollato, a differenza di quanto l'autore sarebbe stato costretto a sperimentare pochi anni dopo, nell'occasione della sua precipitosa fuga dall'Europa in guerra. Viaggi peraltro affascinanti per il giovane studioso che desiderava compiere ricerche etnografiche direttamente sul campo, tra le tribù delle zone interne del paese, dove il contatto con la civiltà si era limitato a pochi episodi sporadici. Una scelta non priva di rischi, che richiedeva grande capacità di adattamento, tra difficoltà di spostamento, incomprensioni legate alle lingue e alle diverse culture, in una natura piuttosto ostile. Meglio, quindi, procedere per gradi, dopo il necessario periodo di ambientamento richiesto anche dal ruolo di insegnante per la futura classe dirigente nazionale, comunque utile per calarsi nella realtà locale, la sua storia e la sua società, in un paese caratterizzato da vaste zone di territorio prive di qualsiasi presenza umana, l'esatto opposto di quello che l'antropologo avrebbe osservato anni dopo nel caotico e sovrappopolato oriente.
Conscio delle difficoltà, nel suo primo tentativo Lévi-Strauss si spinge quindi nel Pantanal per avvicinare una tribù già in parte abituata al contatto con il mondo occidentale, gli Mbaya-Caduvei, studiandone il sistema di suddivisione in caste, i manufatti, e le sorprendenti pitture corporee, simili ai disegni delle carte da gioco occidentali. Il passo successivo lo vede raggiungere dopo un viaggio piuttosto difficoltoso i Bororo, per immergersi nei loro riti e nelle affascinanti credenze religiose e sociali, caratterizzate da una singolare mescolanza tra mondo dei vivi e dei morti. Acquisita esperienza e coraggio, lo studioso francese decide l'anno seguente di organizzare una vera spedizione verso le regioni meno conosciute del paese, lungo la linea telegrafica creata dalla spedizione di Cândido Rondon, per avvicinare i Nambikwara, tribù decimata dalle epidemie e costretta dall'ambiente arido ed ostile a dividersi in piccoli gruppi obbligati a spostamenti stagionali, in perenne competizione per le poche risorse disponibili. Una situazione che li avvicina molto alla condizione umana del neolitico, con una produzione manifatturiera limitata all'essenziale, e una organizzazione sociale piuttosto instabile.
Lasciato l'altopiano, e raggiunto il margine del bacino amazzonico, l'autore ha finalmente l'occasione di realizzare il sogno di ogni etnologo, avvicinare un gruppo mai venuto precedentemente in contatto con la civiltà, i Mundé. Il poco tempo a disposizione, e l'incapacità di decifrarne la lingua, priva però lo studioso della possibilità di una conoscenza approfondita, lasciandolo con l'amaro in bocca. Successivamente si presenta un altro evento favorevole, l'incontro tra il capo di una tribù Tupi Kawahib civilizzata e un piccolo gruppo della stessa etnia rimasto per lungo tempo isolato nella foresta. Una comunità ridotta ma che conserva ancora le abitudini di un popolo che un tempo dominava la foresta, avendo sviluppato una cultura dai tratti originali.
Nel capitolo finale, l'autore riflette sui motivi che spingono l'etnologo a spostarsi migliaia di chilometri lontano dalla propria cultura di formazione, trovando nell'insegnamento di Rousseau un aiuto per una possibile via d'uscita dalla contraddizione presente in questo tipo di ricerca. Partendo dalla descrizione di quanto osservato nella città di Taxila, dove civiltà diverse hanno lasciato testimonianze della loro grandezza e caducità, l'antropologo riflette sui rapporti odierni di tre grandi religioni, domandandosi cosa sarebbe potuto succedere se il percorso storico non avesse portato l'Islam e la sua offerta di semplicità intransigente a separare geograficamente il cristianesimo dal buddismo. Concludendo che anche nelle sue contraddizioni, l'essere umano, esattamente come l'antropologo, ha il dovere di cercare la via che porta alle origini, perché, anche se il percorso potrebbe sembrare futile, è invece l'unico che nella sua condizione di essere sociale trova il proprio senso.

## Ricezione e critica
Il libro fu accolto favorevolmente alla sua uscita, divenendo presto un classico, anche per il suo stile particolare, in cui la forma del diario di viaggio, quella del saggio antropologico, e le riflessioni autobiografiche e filosofiche dell'autore si mescolano con molta libertà. Particolarmente famoso è rimasto l'ironico incipit, una dichiarazione esplicita di odio per i viaggi e la letteratura correlata, seguita dalla spiegazione che appunto questo era stato il motivo principale per cui aveva aspettato quindici anni prima di decidersi a scriverlo. In effetti, nella sua lunga carriera, Lévi-Strauss passò poco tempo in ricerche sul campo, e qualcuno ha notato anche come, nel caso delle spedizioni narrate in questo libro, il periodo trascorso a contatto con le tribù descritte fosse stato piuttosto limitato per studi di questo genere. A far diventare l'opera una pietra miliare per l'indagine etnologica fu però l'atteggiamento dell'autore nel rapportarsi alle culture oggetto di studio, eliminando quel senso di superiorità che, a suo vedere, non trovava fondamento alcuno, avendo ogni cultura trovato il modo di risolvere i problemi con cui si era dovuta confrontare nella maniera più efficiente possibile.
Il filosofo Emmanuel Lévinas criticò il saggio definendo Tristi tropici come «il libro più ateo scritto ai nostri giorni, il libro assolutamente disorientato e più disorientante».

## Edizioni italiane
- Claude Lévi-Strauss, Tristi Tropici, traduzione di Bianca Garufi, Milano, Il Saggiatore, 1960-2018.
- Tristi Tropici, Introduzione di Paolo Caruso, Collana Oscar Saggi, Milano, Mondadori, 1988.